# Dominio de Satsuma
El dominio de Satsuma (薩摩藩 Satsuma-han?) fue uno de los feudos más poderosos durante el Japón del shogunato Tokugawa, y tuvo un papel importante durante la Restauración Meiji y en el posterior gobierno Meiji.
Fue controlado durante el período Edo por el Tozama daimyō clan Shimazu, y su territorio se expandía por las provincias de Satsuma, Osumi y el sudoeste de Hyuga en la isla de Kyūshū, teniendo también al Reino de Ryukyu como un estado vasallo. El territorio abarca actualmente la prefectura de Kagoshima y parte de la prefectura de Miyazaki.
Conocido oficialmente como Dominio de Kagoshima (鹿児島藩 Kagoshima-han?), su capital estaba ubicada en el Castillo Kagoshima, en la ciudad de Kagoshima. Su kokudaka, medida oficial de la producción del dominio, por ende medía la riqueza y poder del estado, estuvo en unos 770.00 koku aproximadamente en gran parte del período, siendo el segundo más alto del país, por detrás del Dominio de Kaga. A pesar de ser derrotados y forzados a replegarse a Satsuma por Toyotomi Hideyoshi tras su campaña de Kyūshū en 1587, siguieron siendo uno de los clanes más poderosos del archipiélago.  

## Historia

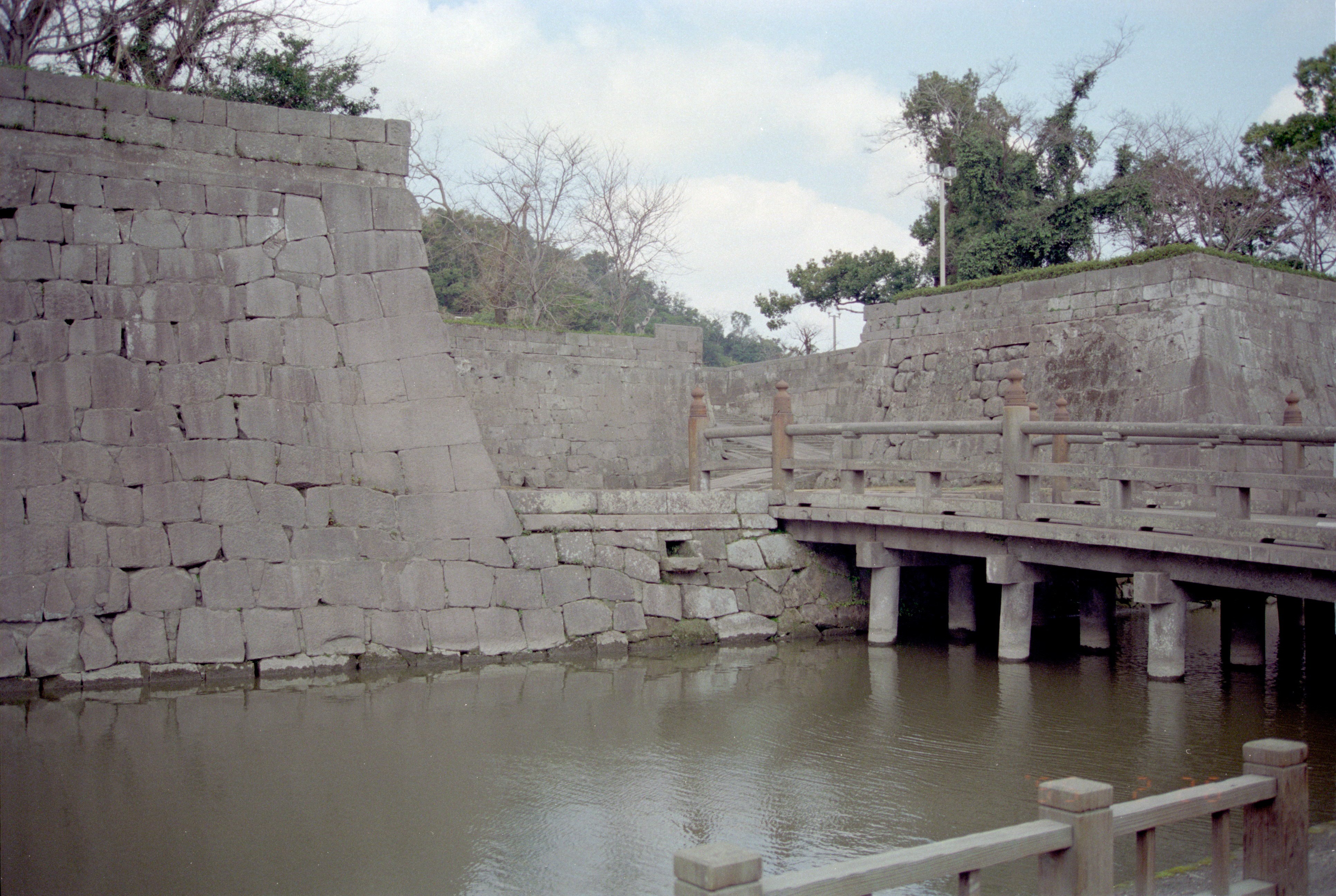
Castillo de Kagoshima

El clan Shimazu controló la provincia de Satsuma desde aproximadamente cuatro siglos antes del inicio de la Periodo Edo, y el establecimiento del sistema de los Han, y para finales del siglo XVI controlaban práctimanete la totalidad de Kyūshū. El clan Shimazu luchó en la decisiva batalla de Sekigahara, librada en 1600 y que pondría fin al Periodo Sengoku, y a pesar de sus enormes pérdidas, Shimazu Yoshihiro logró  regresar a Kagoshima, y pese a su condición de derrotado, el ascenso al poder de Tokugawa Ieyasu no afectó a su posición. Mientras fueron muchos los clanes que lucharon y perdieron en Sekigahara, los Shimazu fueron uno de los pocos que, de manera individual, poseían la fuerza militar suficiente para resistir contra los ejércitos del shogun, de haber visto su territorio invadido. A diferencia de muchos clanes que vieron como se les asignaba y se les quitaba han a lo largo del Periodo Edo, el clan Shimazu mantuvo su territorio intacto, y además con un gran nivel de autonomía. 

### Ryukyu
En 1609, el clan Shimazu solicitó autorización al shogunato para invadir el Reino de Ryūkyū , al sur de sus territorios. Tras una breve campaña que encontró poca resistencia, Satsuma anexionó varias islas de Ryūkyū a su han, y reivindicó al Reino de Ryūkyū  como un estado vasallo. Durante el resto del Periodo Edo, Satsuma exigió tributos a Ryūkyū, influyó en su política y dominó su comercio. Cuando se estableció a mediados del siglo XVII el Sakoku, una estricta prohibición marítima sobre todo Japón, la capacidad del dominio de Satsuma de importar bienes chinos e información a través de Ryūkyū les otorgó un rol único e importantísimo dentro de los marcos políticos y económicos del shogunato Tokugawa. El grado de beneficios económicos que disfrutó Satsuma, y el grado de opresión a la que sometió al reino de Ryūkyū siguen siendo temas de debate hoy en día, pero el prestigio político y el nivel de influencia que logró con ello está fuera de toda duda. El clan Shimazu continuó enfatizando los esfuerzos para asegurar su posición como único dominio feudal con un reino extranjero como vasallo, y trataron en numerosas ocasiones de elevar su rango en la corte para mantener su nivel de poder y prestigio a los ojos de Ryūkyū. 

### Periodo Edo
Aunque no era el dominio más acaudalado en términos del kokudaka, Satsuma permaneció como uno de los dominios más ricos y poderosos durante todo el Periodo Edo. Esto no solo fue gracias a sus conexiones con Ryūkyū, sino también al tamaño y productividad de la provincia de Satsuma, además de a su gran distancia con Edo, y por tanto, con los ejércitos del Shogun. El clan Shimazu utilizó sus influencias para lograr del Shogun algunas expeciones especiales. Se les permitió saltarse el límite de un castillo por dominio, establecido por el Shogun para restringir el poder militar de los dominios feudales; formaron feudos dentro de su dominio, repartiendo castillos a sus vasallos, y administrando su dominio de una manera parecida a un shogunato en pequeña escala. También recibieron permisos excepcionales del shogunato en relación con la política del sankin kōtai, otra política establecida con el objetivo de restringir la riqueza y el poder de los daimyō. Esta política exigía a los señores feudales viajar a Edo al menos una vez al año, y pasar una porción del año en la capital, lejos de sus dominios. A los Shimazu se les permitió viajar tan solo una vez cada dos años. Todas estas concesiones permitieron a Satsuma ganar mucho más poder y riqueza que el resto de dominios. 
Aunque ligeramente opuestos al shogunato, Satsuma fue seguramente uno de los dominios que hizo cumplir las políticas particulares de una manera más estricta. Los misioneros cristianos eran vistos como una amenaza al poder del daimyō, y a la paz y el orden del dominio; la prohibición del Cristianismo por parte del Shogun fue llevada a cabo en Satsuma de una manera mucho más brutal que en cualquiera de los otros dominios del archipiélago. La prohibición sobre el contrabando, sin embargo, no fue tan estrictamente llevada a cabo, y no de manera sorprendente, ya que sacaba muchos beneficios del comercio que realizaba en sus costas, alejado de las costas de Nagasaki, monopolizadas por el shogunato. A partir de 1830, Satsuma utilizó el comercio ilegal a través de  Ryūkyū para reconstruir su economía, bajo supervisión de Zusho Hirosato.

### Bakumatsu

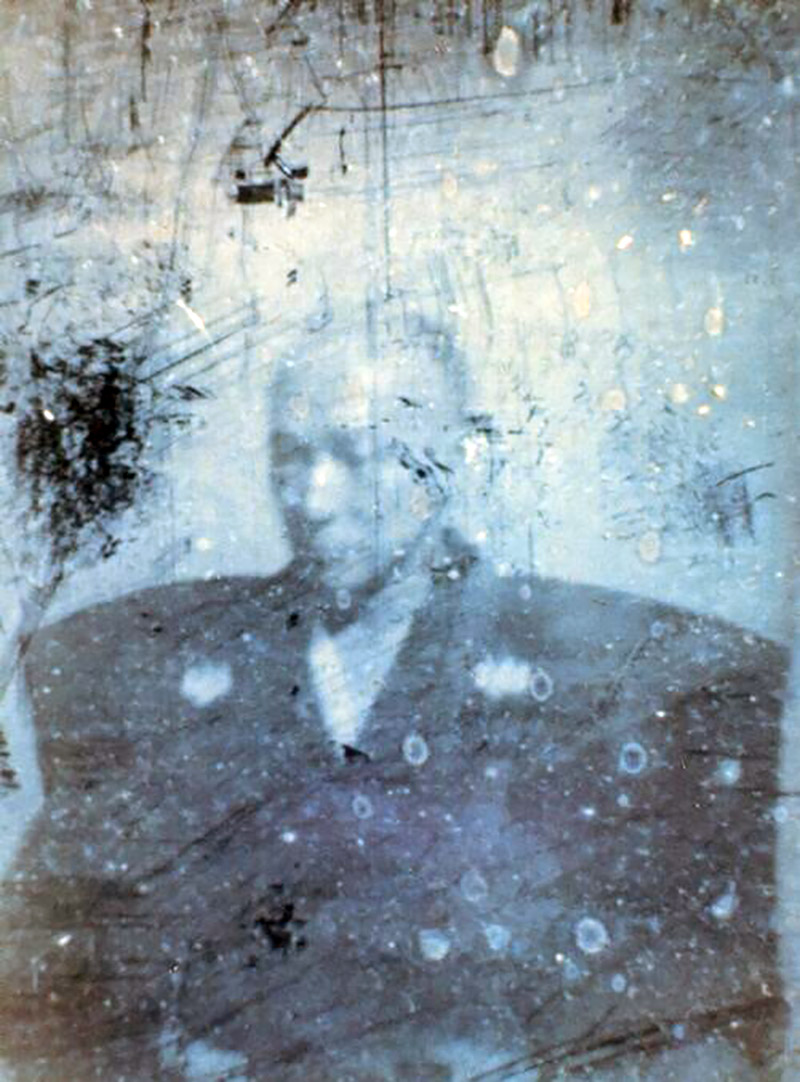
Un daguerrotipo de Shimazu Nariakira

El Daimyō de Satsuma a mediados del siglo XIX, Shimazu Nariakira, estaba muy interesado en el pensamiento y tecnología occidental, por lo que trató de abrir el país. Por aquel entonces, los contactos con occidentales aumentaron en gran medida, particularmente en Satsuma, con naves occidentales arribando a las costas de Ryūkyū no solo para comerciar, sino también para establecer relaciones diplomáticas formales. Buscando fortalecer su influencia en el shogunato, Nariakira preparó un matrimonio entre el Shogun Tokugawa Iesada y su hija adoptiva, Atsu-hime (posteriormente conocida como Tenshōin).
En 1854, durante el primer año del reinado de Iesada, el Comodoro Perry llegó a Japón y forzó el final del aislamiento internacional del país. Sin embargo, los tratados firmados entre Japón y las potencias extranjeras, en particular el Tratado Harris de 1858, ponía a Japón en una seria posición de desventaja. El mismo año morirían tanto Iesada como Nariakira. Shimazu Tadayoshi sería el sucesor en el clan Shimazu, pero al ser este todavía menor, el poder de regencia fue ostentado por su padre, Shimazu Hisamitsu. 
Hisamitsu siguió una política de Unión entre el shogunato y la corte imperial (公武合体 Kōbu gattai?). El matrimonio entre Tokugawa Iemochi, el siguiente shogun, y la princesa imperial Kazunomiya fue un éxito rotundo para esta facción. Sin embargo, esto puso a Satsuma en una posición de desacuerdo con la política más radical de Venerar al Emperador, expulsar a los bárbaros (尊皇攘夷 Sonnō jōi?), con el Dominio de Chōshū como máximo seguidor. 
En 1862, un inglés fue asesinado por siervos de Satsuma en lo que se conoce como Incidente de Namamugi, lo que tuvo como consecuencia el bombardeo punitivo de Kagoshima por parte de la Royal Navy en 1863. Aunque Satsuma era capaz de aguantar el ataque, esto mostró la imperante necesidad para Japón de importar tecnología occidental y reformar sus fuerzas armadas.
Mientras tanto, el centro neurálgico de la política japonesa había cambiado a Kyoto, donde sucedieron los acontecimientos más relevantes del momento. El shogunato confió a los dominios de Satsuma y Aizu la protección de la corte Imperial contra ataques de la facción Sonnō jōi, como la Rebelión Hamaguri de 1864. El shogunato castigó a Chōshū con la Primera Expedición a Chōshū, liderada por un siervo de Satsuma, Saigo Takamori. Sin embargo, Saigo prefirió evitar el conflicto militar, permitiendo a Chōshū resolver el asunto con el Seppuku de los tres responsables del ataque al palacio Imperial. 

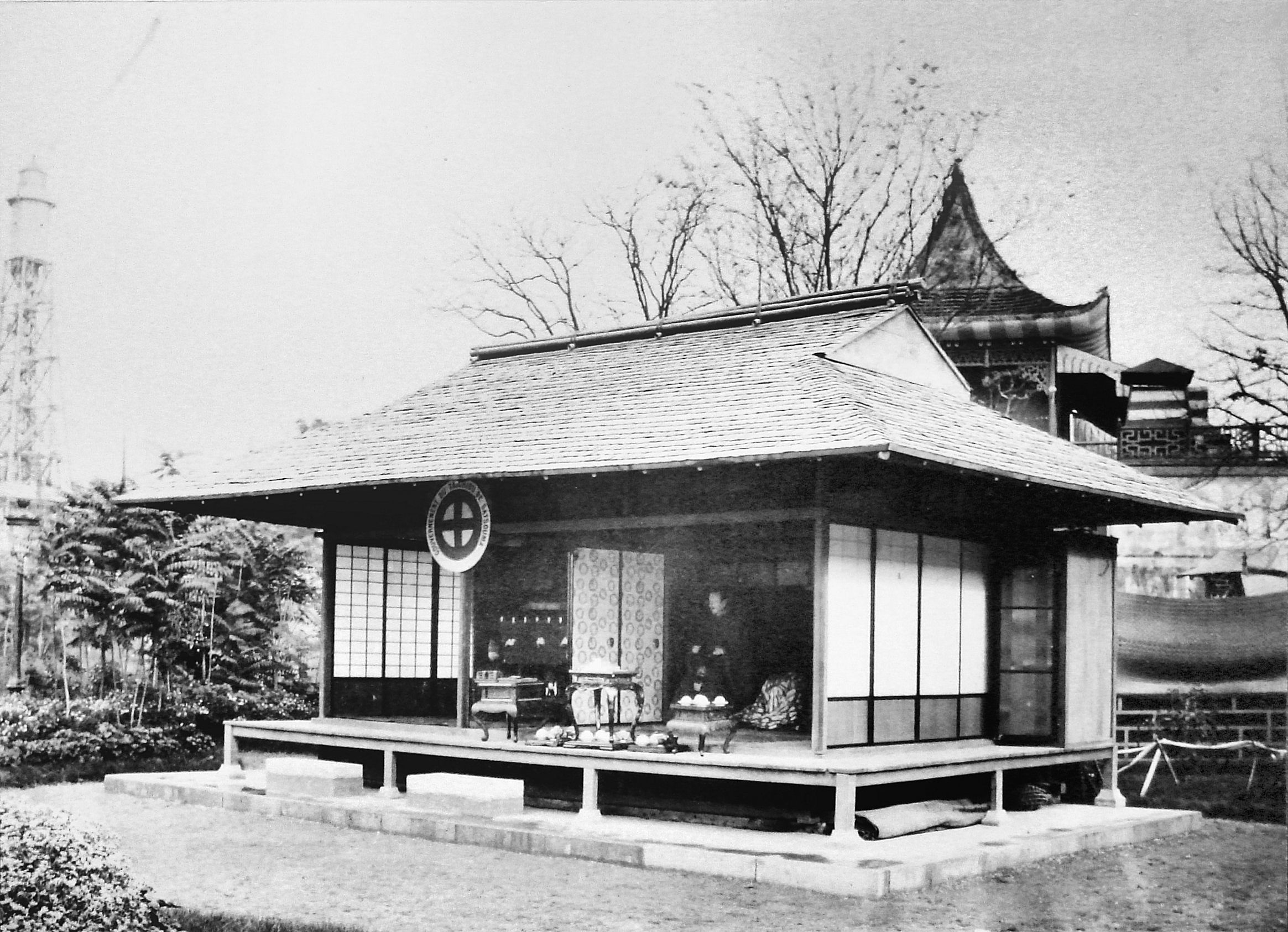
Pabellón del "Gobierno de Satsuma" en la Exposición Universal de París (1867)

Cuando el shogunato decidió finalmente derrotar a Chōshū en una Segunda Expedición a Chōshū, el año siguiente, Satsuma, liderada por Saigo Takamori y Ōkubo Toshimichi, decidió cambiarse de bando. La Alianza Satchō entre Satsuma y Chōshū fue alcanzada con la mediación de Sakamoto Ryōma, del Dominio de Tosa y el daimyō de Fukuoka, Kuroda Nagahiro. Esta segunda expedición finalizó de manera desastrosa para el shogunato, siendo derrotado en el campo de batalla, y falleciendo el shogun Iemochi de enfermedad en su castillo de Osaka. Su sucesor, Tokugawa Yoshinobu, negoció un alto el fuego. 
A pesar de los intentos del nuevo shogun por reformar el gobierno, se vio incapaz de contener los crecientes movimientos para derrocar el shogunato, y liderados por Satsuma y Chōshū. Incluso después de que abdicase y accediese a devolver el poder a la corte Imperial, ambos bandos se encontraron en la Batalla de Toba-Fushimi en 1868. El shogun, derrotado, huyó a Edo, donde Tenshōin fue una pieza clave para la rendición pacífica del castillo de Edo. La Guerra Boshin continuó hasta que las últimas fuerzas del shogunato fueron derrotadas en 1869.

### Periodo Meiji
El Gobierno Meiji, establecido tras la victoria de la facción imperial en la Guerra Boshin, estuvo dominado por políticos de Satsuma y Chōshū. Aunque la clase samurái, el sistema de dominios, y muchas de las estructuras político-sociales que rodeaban a estos dos estamentos fueron abolidos en las reformas posteriores, figuras de estas dos áreas dominaron el Gobierno de Japón hasta la Primera Guerra Mundial.
Sin embargo, este periodo estuvo marcado por el creciente descontento de la antigua clase samurái, que desencadenó la Rebelión de Satsuma, liderada por Saigo Takamori en 1877.

## Daimyos de Satsuma

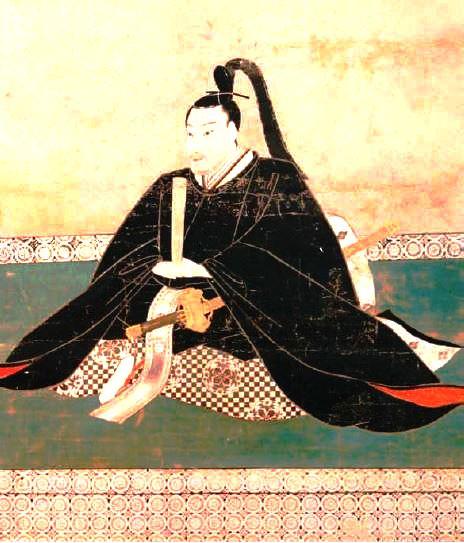
Shimazu Tadatsune, primer daimyō del dominio de Satsuma.

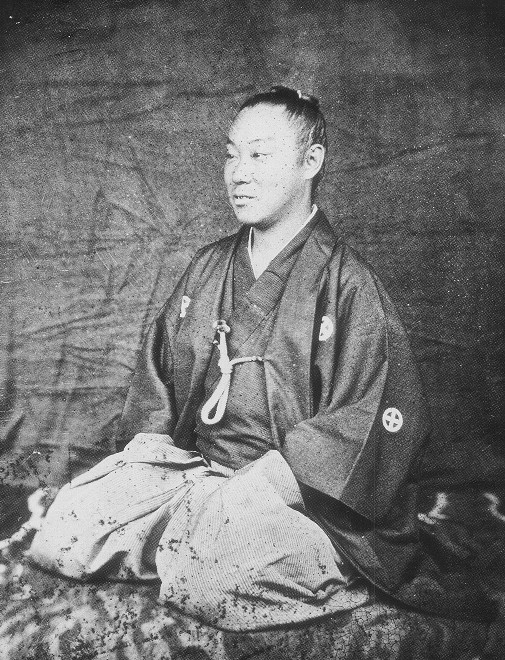
Shimazu Tadayoshi, duodécimo y último daimyō del dominio de Satsuma.

- Clan Shimazu 1602-1871 (Tozama; 770 000 koku)

|    | Nombre                         | Periodo   |
| -- | ------------------------------ | --------- |
| 1  | Shimazu Tadatsune (島津家久?)  | 1602-1638 |
| 2  | Shimazu Mitsuhisa (島津光久?)  | 1638-1687 |
| 3  | Shimazu Tsunataka (島津綱貴?)  | 1687-1704 |
| 4  | Shimazu Yoshitaka (島津吉貴?)  | 1704-1721 |
| 5  | Shimazu Tsugutoyo (島津継豊?)  | 1721-1746 |
| 6  | Shimazu Munenobu (島津宗信?)   | 1746-1749 |
| 7  | Shimazu Shigetoshi (島津重年?) | 1749-1755 |
| 8  | Shimazu Shigehide (島津重豪?)  | 1755-1787 |
| 9  | Shimazu Narinobu (島津斉宣?)   | 1787-1809 |
| 10 | Shimazu Narioki (島津斉興?)    | 1809-1851 |
| 11 | Shimazu Nariakira (島津斉彬?)  | 1851-1858 |
| 12 | Shimazu Tadayoshi (島津忠義?)  | 1858-1871 |

## Otras figuras relevantes
Periodo Sengoku
- Shimazu Yoshihiro
- Niiro Tadamoto

Periodo Bakumatsu
- Saigō Takamori
- Ōkubo Toshimichi
- Komatsu Tatewaki
- Tenshōin

Rebelión de Satsuma
- Beppu Shinsuke
- Kirino Toshiaki

Políticos y diplomáticos de la Periodo Meiji
- Kuroda Kiyotaka, 2.º primer ministro de Japón
- Matsukata Masayoshi, 4.º y 6.º primer ministro
- Yamamoto Gonnohyōe, 22.º primer ministro
- Mori Arinori
- Makino Nobuaki
- Nishi Tokujirō
- Terashima Munenori
- Saigō Tsugumichi, hermano menor de Saigo Takamori
- Mishima Michitsune
- Narahara Shigeru

Armada Imperial Japonesa
- Tōgō Heihachirō
- Saneyoshi Yasuzumi
- Kawamura Sumiyoshi
- Kataoka Shichirō
- Shibayama Yahachi
- Takeshita Isamu
- Nire Kagenori
- Kamimura Hikonojō
- Ijuin Gorō
- Itō Sukeyuki
- Inoue Yoshika
- Kabayama Sukenori, primer Gobernador General de Taiwán

Ejército Imperial Japonés
- Uehara Yūsaku
- Nozu Michitsura
- Ōyama Iwao
- Kawamura Kageaki
- Kawakami Soroku
- Takashima Tomonosuke

Artistas
- Kuroda Seiki, pintor yōga (Estilo occidental)

Empresarios
- Godai Tomoatsu